# Halictus jumbo
Halictus jumbo är en biart som beskrevs av Embrik Strand 1921. Halictus jumbo ingår i släktet bandbin, och familjen vägbin. Inga underarter finns listade i Catalogue of Life.